# Sabya
Sabya est une ville d'Arabie saoudite située dans la province de Jizan.

## Démographie
En 2004, sa population était de 52 441 habitants.